# Le diable l'emporte (roman de Barjavel)
 (février 2015).
Si vous disposez d'ouvrages ou d'articles de référence ou si vous connaissez des sites web de qualité traitant du thème abordé ici, merci de compléter l'article en donnant les références utiles à sa vérifiabilité et en les liant à la section « Notes et références ».
Pour les articles homonymes, voir Le diable l'emporte.
Le diable l'emporte est un roman de René Barjavel publié en 1948. Ce livre traite de la guerre et du combat d'un milliardaire pour sauver deux représentants de l'espèce humaine, afin de préserver l'humanité de la destruction.

## Résumé
Nous sommes dans les années 1960, la technologie nucléaire est à son apogée et l'humanité se lance à la conquête de l'espace. Cette conquête passe d'abord par la possession de la Lune par une des grandes nations de ce monde : la Russie, l'Europe de l'Ouest et les États-Unis. Ces grandes nations se disputent la domination de la Lune et s'ensuivent des conflits, qui se transforment en une équivalence de la guerre froide au niveau mondial.
Chaque État produit des centaines d'armes nucléaires, sans qu'aucun les emploie.
Peu de temps après cette course à l'armement, un satellite américain repère un groupe de personnes passant par le pôle Nord pour, selon leurs dires, « les attaquer », toutes les nations emploient alors leurs stocks de missiles à tirer sur ces prétendus envahisseurs, qui n'étaient en réalité que des manchots.
Pendant cette période d'armement et de tension, un milliardaire a fait construire une fusée et un abri censé mettre quelques humains hors de danger des armes nucléaires.
Après cette attaque contre le pôle Nord, les glaces fondent et de nombreux pays se trouvent inondés.
Toutes les nations s'unissent pour s'aider et la tension se relâche. Les armes sont détruites et tous font front commun pour la reconstruction.
Durant cette période, les Britanniques construisent Moontown, une ville utopique, sphérique, géante et fleuron de la technologie nucléaire. À son sommet loge le « civilisé inconnu » ; citoyen britannique ayant renoncé à tout, jusqu'à son nom, pour devenir le modèle de l'humain du futur. Toute sa vie est dépendante de l'énergie nucléaire, inépuisable. Tous ses organes (même son cerveau) finissent remplacés par une machinerie robotique afin de le rendre immortel. La famille Collignot le rencontre lors de leur visite à Moontown : il est devenu immobile et déclare : « je suis heureux ». Il s'agira aussi de la dernière phrase du livre qu'il dira sous un Moontown recouvert de blanc d'œuf, détruit par les Américains lors de la Quatrième Guerre mondiale.
L'arche est désormais inutile et le milliardaire M. Gé fait sortir les humains qu'il avait gardés dans l'« arche » : douze hommes et douze femmes.
Les États se développent et font encore d'énormes progrès dans différents domaines technologiques, notamment dans la création d'armes. Un savant russe affirme pouvoir transformer en or les roches dont est composée la Lune. Trois nations se partageaient, en ce temps, la presque totalité de l'or du monde. La Russie, la Suisse et les États-Unis. Ces derniers convoitent ce secret. Le savant disparaît soudainement.
Chaque pays accuse l'autre d'avoir enlevé le savant. Les tensions reprennent ainsi que la fabrication d'armes. La paix universelle qui régnait avant prend fin rapidement et le monde se redivise en trois blocs : les États-Unis, l'Eurasie et l'Angleterre.
M. Gé réhabilite l'arche et y fait rentrer deux familles dont on suit le regard depuis le début du livre et qui commence à prendre de l'importance. Ce seront les derniers humains qui devront reconstruire l'humanité : la famille Collignot ainsi que leur fils adoptif Paul qui vit une histoire d'amour avec Aline leur fille cadette et Irène, l'aînée qui est amoureuse, elle, de Hono, un scientifique engagé par M. Gé pour construire l'arche. La deuxième famille est une famille de paysans dont nous ne savons presque rien et dont le fils aîné devait rentrer dans la fusée qui ne comporte que deux places (le dernier homme et la dernière femme) au cas où l'abri ne suffirait pas.
La guerre commence, tous les habitants de Paris ont été tués sans que les bâtiments aient subi de dommages grâce à une arme qui détruit l'oxygène d'une zone donnée, d'autres villes subissent le même sort avec des armes à ultrason qui font éclater les tympans des habitants.
Dans toutes les villes, les habitants meurent, les seules personnes qui restent vivantes sont celles qui ont trouvé refuge dans des abris géants. En Suisse, les gens se cachent dans la montagne sous des kilomètres de roches.
La guerre est totale, la Suisse sera bientôt écrasée par la coalition des puissances eurasiatiques.
Un savant suisse crée une nouvelle arme destructrice, « l'eau drue » : cette arme est en fait une modification de la structure du noyau d'hydrogène, toute l'eau touchée par cette eau drue en devient elle-même, sa propriété est qu'elle gèle à 42 °C. De ce fait la Terre deviendra une boule de glace sans aucun être vivant. Ce savant est décidé à l'utiliser si la Suisse tombe.
M. Gé qui suit la guerre avec attention prend connaissance de cette arme et demande à Hono (le scientifique qu'il emploie) de créer une contre-arme. Celui-ci s'y emploie. Le milliardaire fait savoir aux habitants de l'arche que cette dernière ne les protégera pas. Paul et Aline vont dans la fusée destinée à les protéger pendant que la terre sera gelée.
Le savant déclenche l'arme et dans les heures qui suivent, toute la terre est congelée à 42 °C. Hono et Irène sont les derniers avec Paul et Aline. Avant de geler, Hono a le temps de déclencher la contre-arme : toute l'eau sur Terre brûle, la planète entière s'embrase pour plusieurs années pendant que les derniers humains sont dans l'espace.

## Autour du texte
- Si vous ne connaissez pas le sujet, laissez ce bandeau (vous pouvez alors contacter les auteurs).
- Si vous supprimez le contenu mis en cause (vous pouvez préalablement contacter les auteurs),

argumentez précisément cette suppression dans la page de discussion
(un manque de référence n'est pas un argument ; une recherche réelle de référence doit avoir été effectuée, être formellement documentée).
Le diable l'emporte est le troisième roman d'anticipation de René Barjavel. Il y pousse au maximum l'idée de fin du monde apocalyptique, mais surtout il aborde la notion de bêtise humaine, le début des hostilités commençant quand les grandes puissances détectent un mouvement suspect, qui s'avère être un déplacement de manchots, provoquant la montée des eaux. En plus, c'est cette même bêtise qui pousse les hommes à se réarmer, et à créer l'« eau drue ».
Comme dans la plupart des romans barjavéliens du début, il n'y a aucune issue. Dans Ravage, l'humanité revient dans l'ère pré-industrielle ; dans Le Voyageur imprudent, le héros se retrouve coincé dans un paradoxe temporel. Là, aucun humain ne survit aux deux attaques.
Le titre n'est pas étranger à la fin : en effet c'est l'arme d'Hono qui détruit la planète. Le feu a détruit la Terre, ce qui peut s'apparenter à une victoire du diable. Mais cette présence diabolique se retrouve tout au long du livre, notamment quand les premières personnes de l'Abri cohabitent. M. Gé a réuni des jeunes gens différents, des jeunes hommes et des jeunes femmes, sans leur consentement. À la suite d'un problème, la plupart des jeunes hommes meurent sauf un. Les jeunes femmes vont se disputer le dernier mâle, au point de massacrer une de celles qui avait couché avec le jeune homme, et de faire de même avec le pauvre garçon. Cette folie féminine est dépeinte comme un moment de possession satanique.
L'espoir est cependant présent, mais il se retrouve malmené tout au long du roman. Ce n'est pas le seul, puisque l'espoir barjavélien est illusoire. Il n'y a que l'amour qui réussit à donner à certains êtres cette humanité qui les sépare du reste de la masse. Hono, misanthrope par excellence (le contraire exact de M. Gé) va, en tombant amoureux d'Irène, devenir plus humain, tout en conservant son caractère bougon.
Le diable l'emporte pousse à l'extrême les thèmes chers à Barjavel, avec ce soupçon d'humour et de résignation propre au Barjavel du début.
Le sous-titre du roman : « roman extraordinaire » est un hommage discret aux Voyages extraordinaires de Jules Verne.